# Käthe Pietschker
Käthe Pietschker, geborene Siemens (* 23. September 1861 in Berlin; † 16. Juni 1949 in Potsdam), war eine preußische Stifterin.

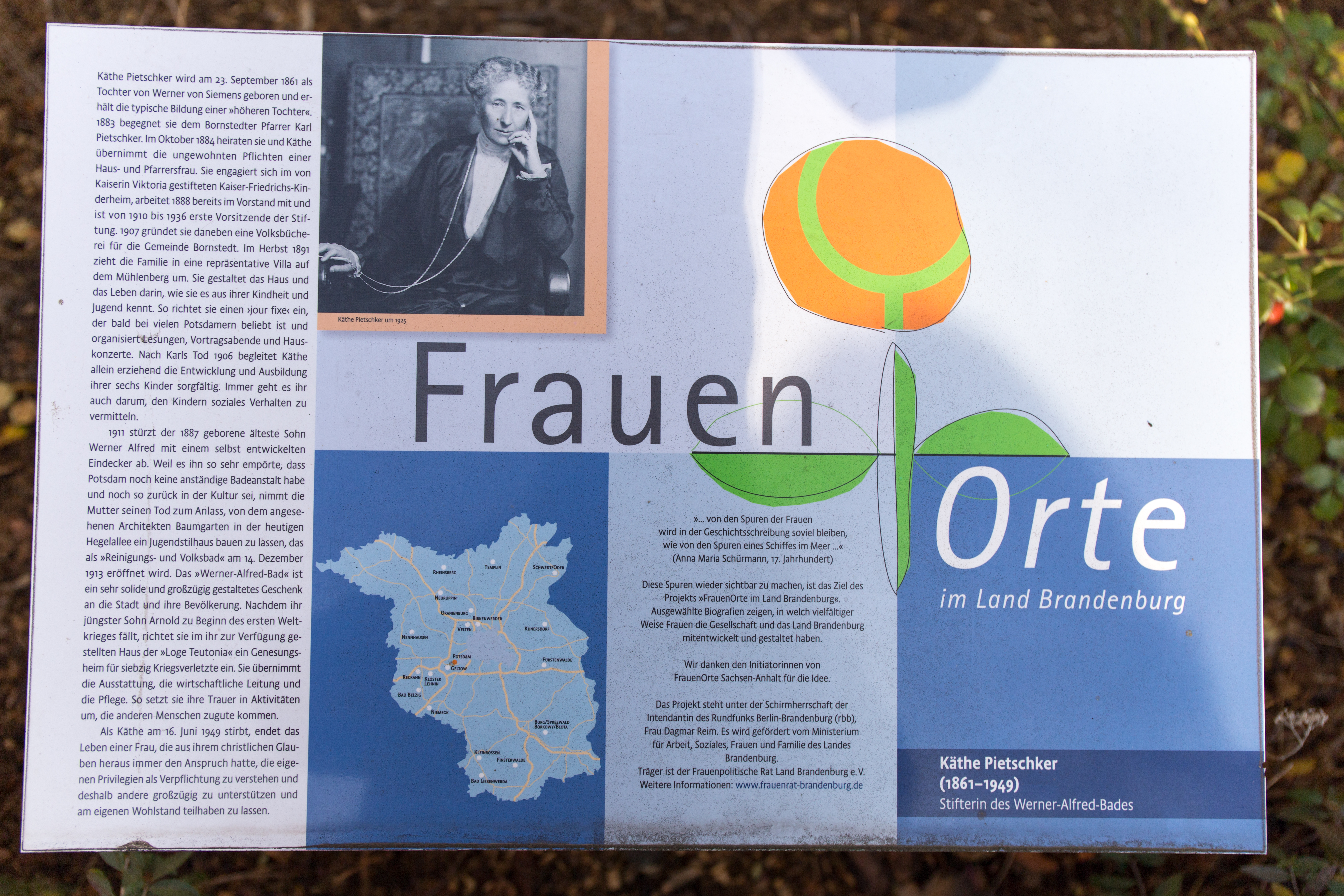
Gedenktafel des Projekts Frauenorte für Käthe Pietschker in Potsdam

## Leben
Ihr Geburtsname war Käthe Siemens, sie war eine Tochter des 1888 geadelten Erfinders und Unternehmers Werner (von) Siemens. Im Oktober 1884 heiratete sie den Pfarrer Karl Pietschker (1846–1906) und brachte eine stattliche Mitgift mit in die Ehe. Im Herbst 1891 konnte die Familie vom Bornstedter Pfarrhaus in eine repräsentative Villa auf dem Potsdamer Mühlenberg umziehen. Pietschker gestaltete das Leben, wie sie es als „höhere Tochter“ gewohnt war. Ihr Jour fixe, ihre Lesungen, Vorträge und Hauskonzerte waren bei vielen Potsdamern beliebt.
Käthe Pietschker wurde Mutter von sechs Kindern, die sie seit 1906 als Witwe allein erzog. Für ihren ältesten Sohn ließ sie 1909/10 die Villa Pietschker in der damaligen Kapellenbergstraße 12 (heute Puschkinallee 12 in Potsdam) errichten. Dort zogen 1912 ihre Tochter Charlotte (1885–1970) und ihr Schwiegersohn Ludwig von Winterfeld, später Vorstandsmitglied bei Siemens-Schuckert und Siemens & Halske, ein.
Pietschker starb am 16. Juni 1949 und wurde in einem großen Familiengrab auf dem Bornstedter Friedhof begraben.

## Soziales Engagement und Stiftungen

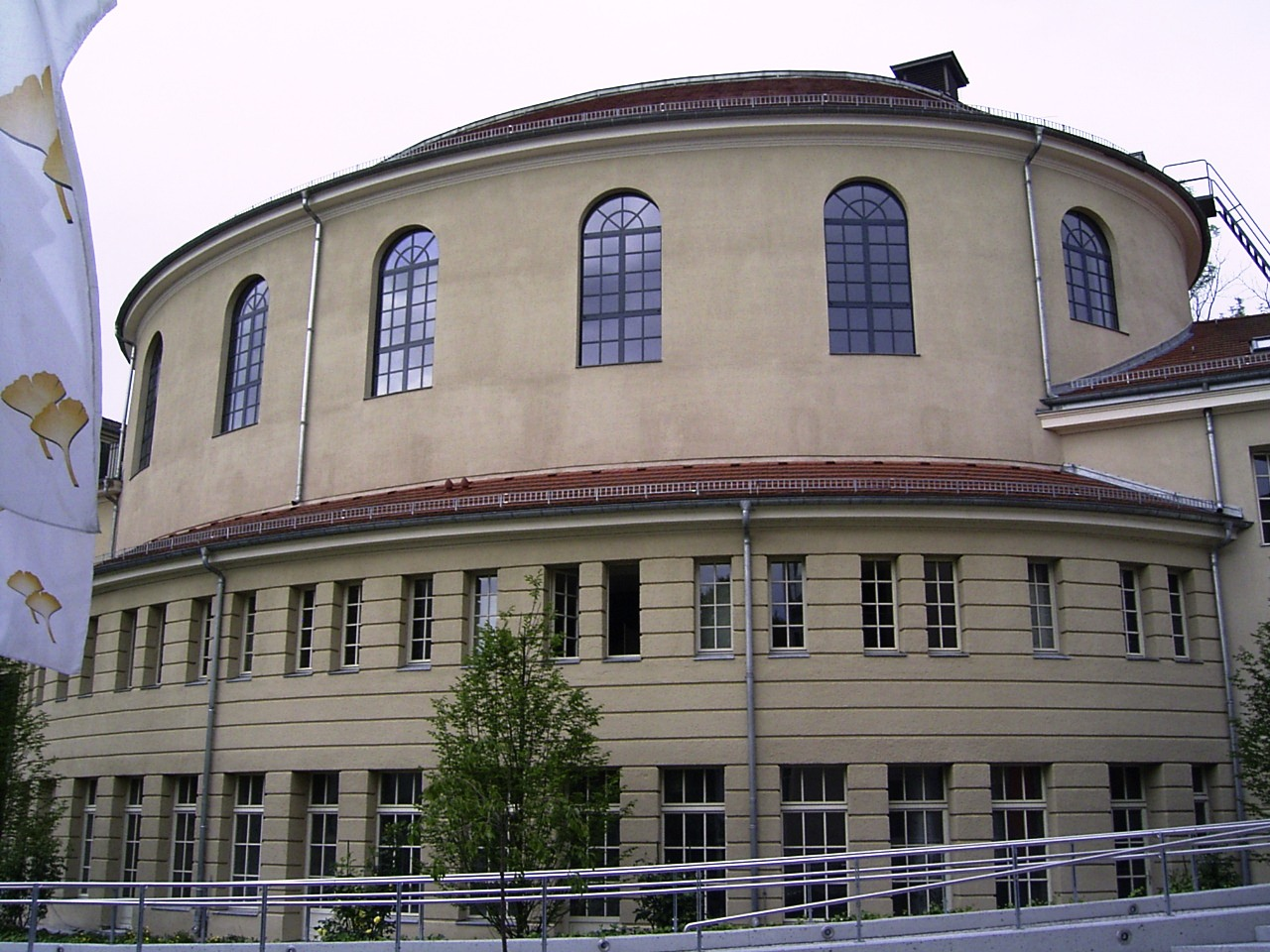
Werner-Alfred-Bad, Badehalle

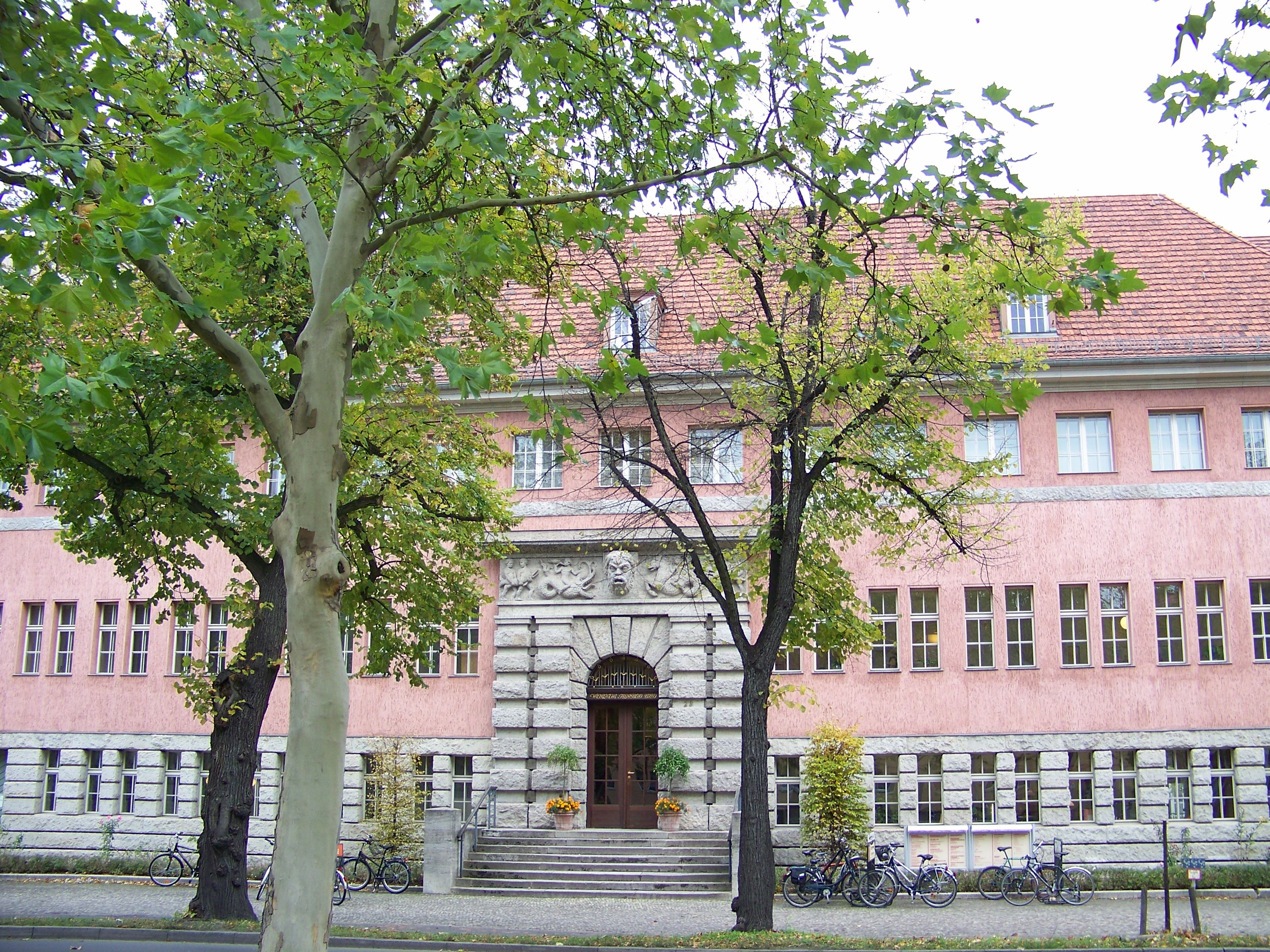
Werner-Alfred-Bad, Straßenansicht

Pietschker engagierte sich im Kaiser-Friedrichs-Kinderheim, das Kaiserin Victoria gestiftet hatte. Sie arbeitete seit 1888 im Vorstand mit und war von 1910 bis 1936 erste Vorsitzende der Stiftung. Für die Gemeinde Bornstedt gründete sie 1907 eine Volksbücherei.
Nachdem am 15. November 1911 ihr ältester Sohn Werner Alfred tödlich mit einem selbst entwickelten Flugzeug verunglückt war, stiftete sie der Stadt Potsdam das Werner-Alfred-Bad. Das „Reinigungs- und Volksbad“ wurde am 14. Dezember 1913 eröffnet. Ihren Sohn hatte es sehr empört, dass die Stadt keine anständige Badeanstalt hatte. Ihr Architekt Paul Baumgarten hatte bereits die Villa Pietschker und weitere Bauten für die Familie Zanders entworfen. Pietschkers ältere Schwester Anna Zanders (1858–1939) war ebenfalls als Stifterin tätig.
Nachdem Pietschkers jüngster Sohn Arnold (* 2. Juni 1894) am 6. September 1914 zu Beginn des Ersten Weltkriegs in Frankreich gefallen war, richtete sie ein Genesungsheim für siebzig Kriegsverletzte ein. Während das Haus der „Loge Teutonia“ ihr zur Verfügung gestellt wurde, übernahm sie Ausstattung, wirtschaftliche Leitung und die Pflege der Soldaten.

## Ehrungen
Der Potsdamer „FrauenOrt“ mit einer Informationstafel über Käthe Pietschker befindet sich vor dem Werner-Alfred-Bad in der Hegelallee 23. In Potsdam-Fahrland wurde 2018 die Käthe-Pietschker-Straße nach ihr benannt, während die Pietschker-Straße an ihren mit dem Flugzeug verunglückten Sohn erinnert.

## Schriften
Aus meinem Leben. Hamburg ohne Jahr.